# Jacek Witek
Jacek Witek (ur. 1970, zm. 2017) – polski siatkarz grający na pozycji środkowego. Wychowanek Chemika Bydgoszcz. Grał w ekstraklasie w barwach 
Stali Nysa.

## Kluby
- Chemik Bydgoszcz (wychowanek)
- Stal Nysa
- Chemik Bydgoszcz (2003/04)

## Osiągnięcia
Puchar Polski
- 1996